# Trostgrund
Der Trostgrund ist ein Naturschutzgebiet (NSG) im Landkreis Mittelsachsen in Sachsen. Das 26,09 ha große Gebiet mit der NSG-Nr. C 51 liegt südlich der Ortslage Rechenberg-Bienenmühle. Das Naturschutzgebiet wurde durch einen Beschluss des Bezirkstages Karl-Marx-Stadt (Nr. 17/87) vom 30. März 1987 festgesetzt.